# Industrias Queen
Industrias Queen es una organización empresarial ficticia en el universo de DC Comics. Es propiedad y está dirigido por Oliver Queen / Green Arrow. Oliver heredó la empresa a regañadientes después de que sus padres, Robert y Moira Queen, fueran asesinados. Fue fundada por Robert.

## Historia ficticia
En los primeros días de la propiedad de Oliver, Industrias Queen obtuvo gran parte de sus ganancias de la venta de armas y municiones. En "Peacemakers", escrito por Dennis O'Neil, Oliver descubre algunos de los impactos desastrosos que tienen las armas con las que gana dinero en otros países. Como resultado, Oliver decide vender lo que queda de la compañía, dando todas las ganancias a un esfuerzo de ayuda de guerra (esta fue una versión ampliamente aceptada de la historia original de cómo Queen perdió su fortuna restante con un hombre llamado John Deleon).
Durante muchos años, Industrias Queen estuvo sin su exuberante propietario homónimo, mientras Green Arrow atravesaba el campo para descubrir la verdadera América. Durante este período, formó valores fuertemente liberales (en marcado contraste con su frecuente compañero de viaje conservador, Linterna Verde) que nunca tuvo reparos en abrazar y que definieron y motivaron su carrera posterior. De hecho, la fuerza de sus convicciones se convirtió en una de sus características más indelebles y fue una influencia principal en el nuevo tratamiento de los problemas sociales como tema válido para los cómics de superhéroes convencionales.
Finalmente, Oliver Queen pudo reafirmar su control de Industrias Queen, ahora despojado de sus contratos de armas. Usó los ingresos obtenidos para financiar secretamente sus actividades de superhéroe. Originalmente, gran parte del dinero se canalizó para financiar la incipiente Liga de la Justicia. Sin embargo, esto terminó cuando Oliver dejó la JLA, habiendo decidido que solo estaban interesados en pelear las grandes batallas con los supervillanos, y no estaban cuidando lo suficiente de "el pequeño". Desde entonces, los ingresos de Industrias Queen se han destinado a donaciones caritativas y a financiar sus propias actividades de lucha contra el crimen.
La empresa había cambiado de manos varias veces. Un arco de la historia reciente involucró que fue comprado por la villana Isabel Rochev, también conocida como "La Reina".
En septiembre de 2011, The New 52 reinició la continuidad de DC. En esta nueva línea de tiempo, Oliver Queen tiene su sede en Seattle y utiliza una subsidiaria de Industrias Queen llamada Q-Core como fachada para sus operaciones como Green Arrow. Además de enmascarar la investigación y el desarrollo de sus flechas de truco, Q-Core había desarrollado varios productos muy exitosos como el Q-pad y Q-phone, convirtiendo a Oliver en un magnate multimillonario. Tras la compra de Industrias Queen por Industrias Stellmoor y su CEO, Simon Lacroix, seguida de su destrucción de Q-Core, se desconoce el destino de la empresa.

## En otros medios

### Televisión

#### Smallville
- Industrias Queen ha sido mencionada en Smallville, varias veces y es una empresa de electrónica de la serie, así como el lugar de trabajo de Winslow Schott antes de Toyman. En esta continuidad, Oliver tiene una estación en la Torre Queen en Metrópolis donde su equipo se reúne antes de trasladarse a Watchtower. En el episodio de la temporada 8 "Requiem", se revela que Tess Mercer vendió una participación mayoritaria en LuthorCorp a Industrias Queen.[1] Sin embargo, en el final de la serie y la continuación del cómic, después de que Lex Luthor recuperó el control de LuthorCorp (más tarde renombró LexCorp), Industrias Queen disuelve inmediatamente su asociación con los Luthor después del regreso de Lex Luthor.[2]

#### Arrowverso
- Conocida como Queen Consolidated en la serie de televisión Arrow, la compañía tiene su sede en Star City, fundada por el padre de Oliver, Robert Queen. Después de la muerte de Robert, su amigo cercano y ex socio Walter Steele se desempeña como director ejecutivo de la compañía, incluso antes de casarse con Moira Queen (la madre de Oliver, todavía viva en esta versión). La compañía experimenta serios problemas después de que Moira Queen revela su papel en el Compromiso (un plan para destruir los "Glades", un área de la ciudad donde el crimen era particularmente predominante, con una máquina de terremotos creada por Industrias Unidac, que es una subsidiaria de Queen Consolidated). Malcolm Merlyn usa este dispositivo en el final de la primera temporada para destruir una porción significativa de los "Glades", causando la muerte de 503 personas y destruyendo la reputación de Moira y conduciendo a su arresto y juicio criminal en la segunda temporada. Oliver toma las riendas de la empresa, pero se ve atrapado en una lucha de poder con Isabel Rochev de Stellmoor, una accionista del 50%, durante gran parte de la temporada. Oliver aprende a confiar en Isabel y le otorga el rol de CEO para que pueda concentrarse en su heroica carrera; ella lo traiciona usando su nuevo poder para comprar la compañía en nombre de Slade Wilson, como parte de su ataque de múltiples frentes a todos los aspectos de la vida de Oliver desde que había sido amante de Robert Queen antes de que él la traicionara por su familia y compañía y la despidió. Sin embargo, Isabel muere en la antigua oficina de Robert al final de la temporada dos, y Deathstroke está encarcelado. En la tercera temporada, Industrias Queen es adquirida por el inventor multimillonario Ray Palmer, quien le cambia el nombre a Tecnologías Palmer. En la cuarta temporada, la vicepresidenta de Ray, Felicity Smoak, quien también es la novia de Oliver, asume el puesto de CEO de Ray después de que una explosión en Tecnologías Palmer que involucra el traje Átomo hace que Ray disminuya a un tamaño subatómico (haciendo que muchos asuman que murió); sin embargo, su papel como directora ejecutiva da como resultado el despido de muchos empleados, incluido Curtis Holt, por lo que se toma un descanso con Oliver para solucionar los problemas con la empresa y mantener los puestos de trabajo de los empleados. Sin embargo, durante los episodios finales de la cuarta temporada, Felicity descuida su papel como directora ejecutiva a favor de trabajar a tiempo completo con Holt, Green Arrow y su equipo para detener la aniquilación nuclear global a manos de Damien Darhk, y es rechazada. de la empresa por su directorio. En el final de la séptima temporada, el edificio Palmer Tech explota por el Noveno Círculo.
- En el spin-off del programa, The Flash, un periódico bajo la posesión del CEO de S.T.A.R. Labs, Harrison Wells (revelado recientemente como un velocista viajero en el tiempo del futuro Eobard Thawne), revela que Queen Incorporated se fusiona con WayneTech en 2024.
- En el spin-off del programa, Legends of Tomorrow, en un posible futuro en el que Ray Palmer nunca regresa de sus aventuras, la compañía pasa a llamarse Tecnologías Smoak y se muda de Star City debido al ataque de Grant Wilson.

### Película
- Industrias Queen se menciona en un artículo de la revista Fortune de marketing viral de Batman v Superman: Dawn of Justice.[3]

### Videojuegos
- Se hace referencia a Industrias Queen en Batman: Arkham Origins y en la última incorporación a los juegos de Batman Batman: Arkham Knight, el logo aparece en una caja de herramientas en el tráiler oficial.[4] El logo aparece más tarde en un contenedor de envío en el juego real ubicado en el barco del Pingûino. También en la oficina de Pingûino, hay listas de empresas como AmerTek, LexCorp e Industrias Queen.[5] En Arkham Knight, se está construyendo un edificio de Industrias Queen. El edificio presenta un logotipo diferente al que se ve en Origins donde la "Q" tiene el estilo de una flecha en lugar de una cruz. Se dice que Christina Bell, una de las personas infectadas con Joker, es la directora ejecutiva de Industrias Queen.